# 厚柱山麻杆
厚柱山麻杆（学名：Alchornea kelungensis）为大戟科山麻杆属下的一个种。

## 扩展阅读
- 維基物種上的相關：厚柱山麻杆